# Produkte von Microsoft
In den folgenden Tabellen sind die von Microsoft entwickelten oder vertriebenen Produkte aufgeführt. Die Übersicht ist nicht vollständig.

## Softwareprodukte

### Betriebssysteme

Logo von Microsoft Windows (seit Windows 11)

Zusammen mit den Office-Anwendungen bilden die Betriebssysteme von Microsoft das Kerngeschäft des Unternehmens. Die im April 2010 in Benutzung befindlichen Betriebssysteme von Microsoft erreichten zusammen einen Marktanteil von über 90 Prozent. Während bis zum Jahr 2001 zwei Linien für MS-DOS und NT entwickelt wurden, ist heute mit dem auf NT basierenden Microsoft Windows nur noch eine Linie im Handel erhältlich. Microsofts Smartphone-Betriebssystem Windows Phone basierte bis Version 7 auf Windows CE. Seit Version 8 wird ein NT-Kernel verwendet.
| Produkt        | Aktuelle Version                        | Beschreibung   |
| -------------- | --------------------------------------- | -------------- |
| Windows        | Windows 11 (24H2)                       | Betriebssystem |
| Windows Server | Windows Server 2025 (24H2, Build 26311) | Betriebssystem |

#### Noch unterstützte Versionen
Für folgende Betriebssystemversionen werden von Microsoft noch Betriebssystemaktualisierungen über Windows Update bereitgestellt. Der Support für Windows XP wurde am 8. April 2014 eingestellt. Der Support für Windows Vista wurde am 11. April 2017 eingestellt. Windows 7 wurde am 14. Januar 2020 eingestellt. Windows 8.1 wurde am 10. Januar 2023 eingestellt.
| Produkt              | Anmerkung | Beschreibung   |
| -------------------- | --- | -------------- |
| Microsoft Windows 10 | Wird noch bis 14. Oktober 2025 unterstützt, nur wenn man die Version 22H2 verwendet. Für Geschäftskunden: Windows 10 Enterprise LTSC 2021 wird bis 12. Januar 2027 unterstützt und Windows 10 IoT Enterprise LTSC 2021 wird bis 13. Januar 2032 unterstützt (21H2). | Betriebssystem |

#### Zeitleiste
Die unten abgebildete Zeitleiste enthält alle von Microsoft veröffentlichten Windows-Versionen:
| Zeitleiste der Windows-Versionen seit 1985 | Zeitleiste der Windows-Versionen seit 1985 | Zeitleiste der Windows-Versionen seit 1985 | Zeitleiste der Windows-Versionen seit 1985 | Zeitleiste der Windows-Versionen seit 1985 | Zeitleiste der Windows-Versionen seit 1985 | Zeitleiste der Windows-Versionen seit 1985 | Zeitleiste der Windows-Versionen seit 1985 | Zeitleiste der Windows-Versionen seit 1985 | Zeitleiste der Windows-Versionen seit 1985 | Zeitleiste der Windows-Versionen seit 1985 | Zeitleiste der Windows-Versionen seit 1985 | Zeitleiste der Windows-Versionen seit 1985 | Zeitleiste der Windows-Versionen seit 1985 | Zeitleiste der Windows-Versionen seit 1985 | Zeitleiste der Windows-Versionen seit 1985 | Zeitleiste der Windows-Versionen seit 1985 | Zeitleiste der Windows-Versionen seit 1985 | Zeitleiste der Windows-Versionen seit 1985 | Zeitleiste der Windows-Versionen seit 1985 | Zeitleiste der Windows-Versionen seit 1985 | Zeitleiste der Windows-Versionen seit 1985 | Zeitleiste der Windows-Versionen seit 1985 | Zeitleiste der Windows-Versionen seit 1985 | Zeitleiste der Windows-Versionen seit 1985 | Zeitleiste der Windows-Versionen seit 1985 | Zeitleiste der Windows-Versionen seit 1985 | Zeitleiste der Windows-Versionen seit 1985 | Zeitleiste der Windows-Versionen seit 1985 | Zeitleiste der Windows-Versionen seit 1985 | Zeitleiste der Windows-Versionen seit 1985 | Zeitleiste der Windows-Versionen seit 1985 | Zeitleiste der Windows-Versionen seit 1985 | Zeitleiste der Windows-Versionen seit 1985 | Zeitleiste der Windows-Versionen seit 1985 | Zeitleiste der Windows-Versionen seit 1985 | Zeitleiste der Windows-Versionen seit 1985 | Zeitleiste der Windows-Versionen seit 1985 | Zeitleiste der Windows-Versionen seit 1985 | Zeitleiste der Windows-Versionen seit 1985 | Zeitleiste der Windows-Versionen seit 1985 | Zeitleiste der Windows-Versionen seit 1985 |
| ------------------------------------------ | ------------------------------------------ | ------------------------------------------ | ------------------------------------------ | ------------------------------------------ | ------------------------------------------ | ------------------------------------------ | ------------------------------------------ | ------------------------------------------ | ------------------------------------------ | ------------------------------------------ | ------------------------------------------ | ------------------------------------------ | ------------------------------------------ | ------------------------------------------ | ------------------------------------------ | ------------------------------------------ | ------------------------------------------ | ------------------------------------------ | ------------------------------------------ | ------------------------------------------ | ------------------------------------------ | ------------------------------------------ | ------------------------------------------ | ------------------------------------------ | ------------------------------------------ | ------------------------------------------ | ------------------------------------------ | ------------------------------------------ | ------------------------------------------ | ------------------------------------------ | ------------------------------------------ | ------------------------------------------ | ------------------------------------------ | ------------------------------------------ | ------------------------------------------ | ------------------------------------------ | ------------------------------------------ | ------------------------------------------ | ------------------------------------------ | ------------------------------------------ | ------------------------------------------ |
| Typ                                        | 1980er                                     | 1980er                                     | 1980er                                     | 1980er                                     | 1980er                                     | 1990er                                     | 1990er                                     | 1990er                                     | 1990er                                     | 1990er                                     | 1990er                                     | 1990er                                     | 1990er                                     | 1990er                                     | 1990er                                     | 2000er                                     | 2000er                                     | 2000er                                     | 2000er                                     | 2000er                                     | 2000er                                     | 2000er                                     | 2000er                                     | 2000er                                     | 2000er                                     | 2010er                                     | 2010er                                     | 2010er                                     | 2010er                                     | 2010er                                     | 2010er                                     | 2010er                                     | 2010er                                     | 2010er                                     | 2010er                                     | 2020er                                     | 2020er                                     | 2020er                                     | 2020er                                     | 2020er                                     | 2020er                                     |
| Typ                                        | 85                                         | 86                                         | 87                                         | 88                                         | 89                                         | 90                                         | 91                                         | 92                                         | 93                                         | 94                                         | 95                                         | 96                                         | 97                                         | 98                                         | 99                                         | 00                                         | 01                                         | 02                                         | 03                                         | 04                                         | 05                                         | 06                                         | 07                                         | 08                                         | 09                                         | 10                                         | 11                                         | 12                                         | 13                                         | 14                                         | 15                                         | 16                                         | 17                                         | 18                                         | 19                                         | 20                                         | 21                                         | 22                                         | 23                                         | 24                                         | 25                                         |
| 16-Bit-Linie                               | 1.0                                        | 1.0                                        | 2.0                                        | 2.0                                        | 2.0                                        | 3.0                                        | 3.0                                        | 3.1                                        | 3.1                                        | 3.11                                       | 3.11                                       | 3.11                                       | 3.11                                       | 3.11                                       | 3.11                                       | 3.11                                       | 3.11                                       |                                            |                                            |                                            |                                            |                                            |                                            |                                            |                                            |                                            |                                            |                                            |                                            |                                            |                                            |                                            |                                            |                                            |                                            |                                            |                                            |                                            |                                            |                                            |                                            |
| 9x-Linie                                   |                                            |                                            |                                            |                                            |                                            |                                            |                                            |                                            |                                            |                                            | 95                                         | 95                                         | 95                                         | 98                                         | 98                                         | ME                                         | ME                                         | ME                                         | ME                                         | ME                                         | ME                                         | ME                                         |                                            |                                            |                                            |                                            |                                            |                                            |                                            |                                            |                                            |                                            |                                            |                                            |                                            |                                            |                                            |                                            |                                            |                                            |                                            |
| Desktop-OS auf NT-Basis                    |                                            |                                            |                                            |                                            |                                            |                                            |                                            |                                            | NT 3.1                                     | NT 3.1                                     | NT 3.5                                     | NT 3.51                                    | NT 4.0                                     | NT 4.0                                     | NT 4.0                                     | 2000                                       | XP                                         | XP                                         | XP                                         | XP                                         | XP                                         | XP                                         | Vista                                      | Vista                                      | 7                                          | 7                                          | 7                                          | 8                                          | 8.1                                        | 8.1                                        | 10                                         | 10                                         | 10                                         | 10                                         | 10                                         | 10                                         | 11                                         | 11                                         | 11                                         | 11                                         | 11                                         |
| Server-OS auf NT-Basis                     |                                            |                                            |                                            |                                            |                                            |                                            |                                            |                                            | NT 3.1 Server                              | NT 3.1 Server                              | NT 3.5 Server                              | NT 3.51 Server                             | NT 4.0 Server                              | NT 4.0 Server                              | NT 4.0 Server                              | 2000 Server                                | 2000 Server                                | 2000 Server                                | Server 2003                                | Server 2003                                | Server 2003                                | Server 2003 R2                             | Server 2003 R2                             | Server 2008                                | Server 2008 R2                             | Server 2008 R2                             | Server 2008 R2                             | Server 2012                                | Server 2012 R2                             | Server 2012 R2                             | Server 2012 R2                             | Server 2016                                | Server 2016                                | Server 2019                                | Server 2019                                | Server 2019                                | Server 2022                                | Server 2022                                | Server 2022                                | Server 2025                                | Server 2025                                |
| Tablet Arm-OS auf NT-Basis                 |                                            |                                            |                                            |                                            |                                            |                                            |                                            |                                            |                                            |                                            |                                            |                                            |                                            |                                            |                                            |                                            |                                            |                                            |                                            |                                            |                                            |                                            |                                            |                                            |                                            |                                            |                                            |                                            | RT 8                                       | RT 8                                       | RT 8.1                                     | RT 8.1                                     | RT 8.1                                     | RT 8.1                                     | RT 8.1                                     | RT 8.1                                     | RT 8.1                                     | RT 8.1                                     | RT 8.1                                     |                                            |                                            |
| CE-Linie                                   |                                            |                                            |                                            |                                            |                                            |                                            |                                            |                                            |                                            |                                            |                                            |                                            | CE 1.0                                     | CE 2.0                                     | CE 2.0                                     | CE 3.0                                     | CE 3.0                                     | CE 4.0                                     | CE 4.0                                     | CE 5.0                                     | CE 5.0                                     | CE 6.0                                     | CE 6.0                                     | CE 6.0                                     | CE 6.0                                     | CE 6.0                                     | CE 7.0                                     | CE 7.0                                     | Windows Embedded 8                         | Windows Embedded 8                         | Embedded Compact 2013                      | Embedded Compact 2013                      | Embedded Compact 2013                      | Embedded Compact 2013                      | Embedded Compact 2013                      | Embedded Compact 2013                      | Embedded Compact 2013                      | Embedded Compact 2013                      | Embedded Compact 2013                      |                                            |                                            |
| IoT-Linie                                  |                                            |                                            |                                            |                                            |                                            |                                            |                                            |                                            |                                            |                                            |                                            |                                            |                                            |                                            |                                            |                                            |                                            |                                            |                                            |                                            |                                            |                                            |                                            |                                            |                                            |                                            |                                            |                                            |                                            |                                            |                                            | 10 IoT                                     | 10 IoT                                     | 10 IoT                                     | 10 IoT                                     | 10 IoT                                     | 11 IoT                                     | 11 IoT                                     | 11 IoT                                     | 11 IoT                                     | 11 IoT                                     |
| Smartphone-OS auf CE-Basis                 |                                            |                                            |                                            |                                            |                                            |                                            |                                            |                                            |                                            |                                            |                                            |                                            |                                            |                                            |                                            |                                            |                                            |                                            |                                            |                                            |                                            | Mobile 2003                                | Mobile 2003                                | Mobile 5.0                                 | Mobile 6.0                                 | Mobile 6.1                                 | Mobile 6.5                                 | Phone 7.0                                  | Phone 7.0                                  | Phone 7.0                                  | Phone 7.0                                  | Phone 7.0                                  |                                            |                                            |                                            |                                            |                                            |                                            |                                            |                                            |                                            |
| Smartphone-OS auf NT-Basis                 |                                            |                                            |                                            |                                            |                                            |                                            |                                            |                                            |                                            |                                            |                                            |                                            |                                            |                                            |                                            |                                            |                                            |                                            |                                            |                                            |                                            |                                            |                                            |                                            |                                            |                                            |                                            | Phone 8.0                                  | Phone 8.0                                  | Phone 8.1                                  | 10 Mobile                                  | 10 Mobile                                  | 10 Mobile                                  | 10 Mobile                                  | 10 Mobile                                  |                                            |                                            |                                            |                                            |                                            |                                            |

Am 11. Oktober 2010 hat Microsoft mit Windows Phone 7 ein auf Smartphones angepasstes Betriebssystem auf den Markt gebracht, es ist der Nachfolger von Windows Mobile.

### Office-Anwendungen
In Deutschland hatten nach einer Statistik über Internetteilnehmer im Januar 2010 rund 70 Prozent das Office-Paket Microsoft Office installiert. Erhältlich ist es in Versionen für Windows und macOS.
| Produkt          | Aktuelle Version                            | Beschreibung |
| ---------------- | ------------------------------------------- | ------------ |
| Microsoft Office | Office 2021 für Windows Office 2021 für Mac | Office-Paket |

Folgende Komponenten gehören zu Microsoft Office (je Edition sind nicht alle Programme enthalten):
| Produkt                          | Beschreibung               | Betriebssystem(e) |
| -------------------------------- | -------------------------- | ----------------- |
| Microsoft Word                   | Textverarbeitung           | Windows, macOS    |
| Microsoft Excel                  | Tabellenkalkulation        | Windows, macOS    |
| Microsoft PowerPoint             | Präsentationsprogramm      | Windows, macOS    |
| Microsoft Outlook                | E-Mail-Programm            | Windows, macOS    |
| Microsoft OneNote                | Informationsmanagement     | Windows, macOS    |
| Microsoft Access                 | Datenbankverwaltungssystem | Windows           |
| Microsoft Publisher              | Desktoppublishing          | Windows           |
| Microsoft Office Picture Manager | Grafiksoftware             | Windows           |
| Microsoft Project                | Projektverwaltungssoftware | Windows           |
| Microsoft InfoPath               | Formulargestaltung         | Windows           |
| Microsoft Groove                 | Kollaborations-Software    | Windows           |
| Microsoft Visio                  | Visualisierungsprogramm    | Windows           |
| Microsoft Expression Media       | Medienverwaltungsprogramm  | Windows, macOS    |

Mit der Office-Version 2011 für macOS wurde „Microsoft Entourage“ in „Microsoft Outlook“ umbenannt und hat somit denselben Namen wie das E-Mail-Programm unter Windows.
OneNote für Mac ist als separater Download im Mac App Store verfügbar.

#### Microsoft 365 Online
| Produkt              | Beschreibung                                                                                                  |
| -------------------- | --- |
| Microsoft 365 Online | Office-Paket als Webanwendung: Word Online Outlook.com Excel Online OneNote Online PowerPoint Online OneDrive |

#### Nicht mehr in Entwicklung
Die Entwicklung der folgenden Office-Komponenten wurde eingestellt:
| Produkt                | Beschreibung                   | Betriebssystem          |
| ---------------------- | ------------------------------ | ----------------------- |
| Virtual PC             | Emulation, Virtualisierung     | Mac OS X, Windows, OS/2 |
| Microsoft FrontPage    | HTML-Editor                    | Windows                 |
| Microsoft Photo Editor | Grafiksoftware                 | Windows                 |
| Microsoft PhotoDraw    | Grafiksoftware                 | Windows                 |
| Microsoft Encarta      | Office-Software (Enzyklopädie) | Windows                 |
| Windows Movie Maker    | Videoschnittsoftware           | Windows                 |
| Microsoft LexiROM      | Nachschlagewerk                | Windows                 |
| Windows Live Writer    | Blog-Erstellung                | Windows                 |
| Windows Live Mail      | E-Mail-Client                  | Windows                 |
| Microsoft Works        | Office-Paket                   | Windows                 |

### Windows Essentials
Microsoft bietet diverse Anwendungen an, welche man kostenfrei herunterladen und nutzen kann.
| Produkt             | Beschreibung            | Betriebssystem(e)                                        |
| ------------------- | ----------------------- | -------------------------------------------------------- |
| Windows Fotogalerie | Grafiksoftware          | Windows                                                  |
| OneDrive            | Online-Datenspeicherung | macOS, Windows Tablet, Android, iOS, Windows Phone, Xbox |

Einige der oben genannten Anwendungen wurden bereits mit Windows Vista ausgeliefert bzw. für den Käufer vorinstalliert.

### Serverprodukte

Windows Server logo

seit Windows Server 2012
| Produkt                                             | Aktuelle Version                         | Beschreibung                                             |
| --------------------------------------------------- | ---------------------------------------- | -------------------------------------------------------- |
| Microsoft Windows Server 2025                       | Windows Server 2025                      | Betriebssystem                                           |
| Microsoft Windows Server 2022                       | Windows Server 2022                      | Betriebssystem                                           |
| Microsoft Windows Server 2019                       | Windows Server 2019                      | Betriebssystem                                           |
| Microsoft Windows Server 2016                       | Windows Server 2016                      | Betriebssystem                                           |
| Microsoft Windows Server 2012                       | Windows Server 2012 R2                   | Betriebssystem                                           |
| Microsoft Windows Server 2008                       | Windows Server 2008 R2 SP1               | Betriebssystem                                           |
| Microsoft Windows Server 2003                       | Windows Server 2003 R2 SP 2              | Betriebssystem                                           |
| Microsoft SQL Server                                | 2022                                     | Relationales Datenbankmanagementsystem                   |
| Microsoft Internet Information Services             | IIS 10.0                                 | Webserver-Programm                                       |
| Microsoft Exchange Server                           | 2019                                     | Groupware- und Nachrichtensystem                         |
| Microsoft BizTalk                                   | BizTalk Server 2009 R2                   | Enterprise Application Integration                       |
| Microsoft Internet Security and Acceleration Server | 2010                                     | Firewall                                                 |
| Microsoft Windows Home Server                       | 5.2.4500                                 | Betriebssystem                                           |
| Microsoft SharePoint Server                         | 2016                                     | Portal-Software                                          |
| Microsoft Office Communications Server              | Office Communications Server 2007 R2     | Instant Messaging                                        |
| Microsoft Host Integration Server                   | Microsoft Host Integration Server 2009   | Gateway-Programm                                         |
| Microsoft Virtual Server                            | 2005 R2, Service Pack 1                  | Virtualisierungssoftware                                 |
| Microsoft System Center Configuration Manager       | Current Branch: 1803                     | Systems Management                                       |
| Microsoft Operations Manager                        | System Center Operations Manager 2007 R2 | Leistungsüberwachung, Ereignisanzeigen und -auswertungen |

### Entwicklungsumgebungen
Für (Hobby-)Programmierer bietet Microsoft diverse Software an. Beispielsweise kann man mit Visual Studio selbst Programme schreiben.

Microsoft Visual Studio 2012

| Produkt                                   | Aktuelle Version   | Betriebssystem        |
| ----------------------------------------- | ------------------ | --------------------- |
| Microsoft Visual Studio                   | Visual Studio 2022 | Windows, MacOS        |
| Visual Studio Code                        | 1.40.2             | Windows, MacOS, Linux |
| Windows Application Programming Interface | (verschieden)      | Windows               |
| .Net-Framework                            | 4.8                | Windows               |
| .NET Core                                 | 3.1                | Windows, MacOS, Linux |
| Compiler für C                            | (verschieden)      | Windows               |
| Compiler für C++                          | (verschieden)      | Windows               |
| Compiler für BASIC                        | (verschieden)      | Windows               |
| Compiler für C#                           | (verschieden)      | Windows               |
| Compiler für JScript                      | (verschieden)      | Windows               |
| Compiler für J#                           | (verschieden)      | Windows               |
| Microsoft Visual SourceSafe               | 8.0.50727.1551     | Windows               |
| Microsoft XNA                             | 4.0                | Windows               |

### Testprogramme
| Produkt                  | Betriebssystem             |
| ------------------------ | -------------------------- |
| Windows-Insider-Programm | Windows                    |
| Microsoft Edge Insider   | Windows, MacOS (und Linux) |

### Grafikprogramme
Microsoft bietet verschiedene Bildbearbeitungs- und Zeichenprogramme an.

Paint unter Windows 11

| Produkt                          | Beschreibung    | Betriebssystem |
| -------------------------------- | --------------- | -------------- |
| Paint                            | Zeichenprogramm | Windows        |
| Microsoft Picture It!            | Grafiksoftware  | Windows        |
| Microsoft Image Composite Editor | Stitching       | Windows        |
| Windows-Fotoanzeige              | Grafiksoftware  | Windows        |
| Paint 3D                         | Bildbearbeitung | Windows 10     |

### Spiele
| Reihe                      | Versionen | Beschreibung              |
| -------------------------- | --- | ------------------------- |
| Halo                       | Halo: Kampf um die Zukunft, Halo 2, Halo 3, Halo Wars, Halo: Reach, Halo 3: ODST, Halo 4 | Ego-Shooter-Computerspiel |
| Age of Empires             | Age of Empires, Age of Empires II: The Age of Kings, Age of Empires II: The Conquerors, Age of Empires II Mobile, Age of Empires III, Age of Empires III: The WarChiefs, Age of Empires III: The Asian Dynasties, Age of Empires III Mobile, Age of Mythology, Age of Mythology: The Titans            | Echtzeit-Strategiespiele  |
| Rise of Nations            | Rise of Nations, Rise of Nations: Thrones and Patriots, Rise of Nations: Rise of Legends | Echtzeitstrategie         |
| Forza Motorsport-Reihe     | Forza Motorsport, Forza Motorsport 2, Forza Motorsport 3, Forza Motorsport 4 | Rennspiel                 |
| Fable                      | Fable, Fable II, Fable III | Rollenspiel               |
| Midtown Madness            | Midtown Madness, Midtown Madness 2, Midtown Madness 3 | Rennspiel                 |
| Microsoft Flight Simulator | Flight Simulator II, Microsoft Flight Simulator 3.0, Flight Simulator 4.0, Flight Simulator 5.0, Flight Simulator 5.1, Flight Simulator für Windows 95, Flight Simulator 98, Flight Simulator 2000, Flight Simulator 2002, MS Flight Simulator 2004, MS Flight Simulator X, Microsoft Flight Simulator | Flugsimulator             |
| Sonstige                   | Microsoft Entertainment Pack 1–4, Microsoft Space Simulator, Microsoft Golf, Fury3, Hover!, Zoo Tycoon, Minecraft u. a. |                           |

Die Weiterentwicklung des Flight Simulators wurde von Microsoft auf Grund von Sparmaßnahmen eingestellt. Ein halbes Jahr später wurde auch die Entwicklung von Microsoft Flight eingestellt.

### Weitere
Microsoft Edge 109.0 unter Windows 11
| Produkt                  | Aktuelle Version        | Beschreibung                        | Betriebssystem(e)                |
| ------------------------ | ----------------------- | ----------------------------------- | -------------------------------- |
| Microsoft PC Manager     | 3.9.7.0                 | Performance Booster                 | Windows 10 und höher             |
| Microsoft Copilot        |                         | Chatbot                             | Windows, Android, IOS, Edge usw. |
| Microsoft Edge           | 121.0.2277.83           | Webbrowser                          | Windows                          |
| Microsoft Defender       | 4.1.522.0               | Antivirenprogramm                   | Windows                          |
| Windows Medienwiedergabe | 11.2209.29.0            | Mediaplayer                         | Windows                          |
| Xbox Network             | 2.0.16537.0             | Onlinenetzwerk                      | webbasiert                       |
| Windows Snipping Tool    | siehe Microsoft Windows | Screenshot-Programm                 | Windows                          |
| WordPad                  | siehe Microsoft Windows | einfaches Textverarbeitungsprogramm | Windows                          |
| Microsoft IME            | 15.0                    | Input Method Editor                 | Windows                          |

#### Nicht mehr in Entwicklung
| Produkt               | Aktuelle Version | Beschreibung                             | Betriebssystem(e)                               |
| --------------------- | --- | ---------------------------------------- | ----------------------------------------------- |
| Cortana               | 4.2308.1005.0 | Digitale Sprachassistätin                | Windows                                         |
| Internet Explorer     | Internet Explorer 11 | Webbrowser                               | Windows (auch Mobile), früher auch Mac OS, Unix |
| Microsoft AutoRoute   | 2013 | Routenplaner                             | Windows                                         |
| Microsoft Money       | 7.0.0.723 | Finanzverwaltungssoftware                | Windows                                         |
| Microsoft Silverlight | 5.1.10411.0 | Rich Internet Application                | Windows, Mac OS X                               |
| Microsoft Songsmith   | 1.02 | Musiksoftware                            | Windows                                         |
| Microsoft Write       | 3.10.0.103 (aus Windows NT 3.51) | Textverarbeitung (Vorgänger von WordPad) | Windows                                         |
| Medienwiedergabe      | 5.1 Build 2600.5512 (aus Windows XP SP 3; Vorgänger vom Windows Media Player (in früheren Windows-Versionen eingesetzt, bis Windows XP noch enthalten)) | Mediaplayer                              | Windows                                         |
| Windows Media Player  | 12.0.9200.0 | Mediaplayer                              | Windows, früher auch Mac OS X                   |
| Windows Media Center  | 6.1.9200.0 bis Windows 8.1 noch enthalten | Media Center                             | Windows                                         |

Letzte Version 3.51 von Microsoft Write, aus Microsoft Windows NT 3.51 SP 5

Zudem erschien früher unter Microsoft Home viel Informationssoftware (zum Beispiel Nachschlagewerke und Lernsoftware für Kinder).

## Hardwareprodukte

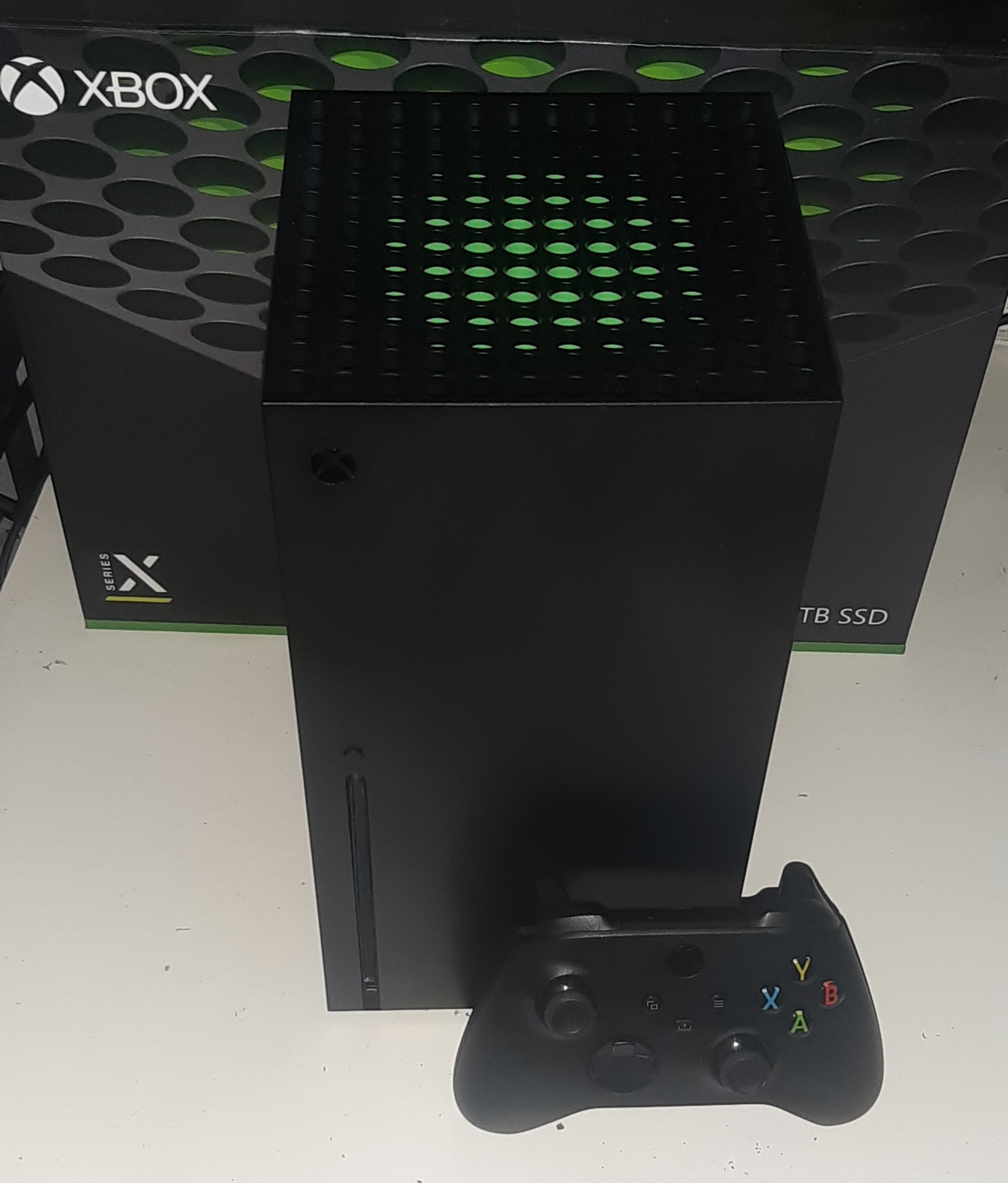
Xbox Series X mit Gamepad

Microsoft entwickelte und vertrieb neben Software auch Hardwareprodukte, darunter PC-Peripheriegeräte wie Mäuse, Tastaturen und Webcams. Diese wurden unter dem eigenen Markennamen angeboten, bis das Unternehmen am 27. April 2023 die Einstellung der Produktion ankündigte. Incase hat daraufhin angekündigt, dass sie einige der Peripheriegeräte unter dem Namen "Incase Designed By Microsoft" weiterführen werden.
Der Hardwarevertrieb von Microsoft fokussiert sich seither ausschließlich auf die Xbox-Konsole, passendes Xbox-Zubehör sowie Surface-Geräte und deren Zubehör.

## Telekommunikation
| Produkt | Beschreibung                    | Aktuelle Versionen | Betriebssystem               | Bemerkungen                      |
| ------- | ------------------------------- | ------------------ | ---------------------------- | -------------------------------- |
| Teams   | Instant Messaging, IP-Telefonie |                    | Windows, Linux, Android, iOS | -                                |
| Skype   | Instant Messaging, IP-Telefonie | 8.109.0.209        | Windows, Linux, Android, iOS | Wird zum 5. Mai 2025 eingestellt |

Der Telekommunikationsdienst Skype wird zum 5. Mai 2025 eingestellt. Nutzer werden aufgerufen, auf Microsoft Teams Free zu wechseln.

## Services
Microsoft bietet weltweit IT-Consulting und Supportdienstleistungen an, um Kunden und Partnerunternehmen bei Planung, Betrieb und Optimierung ihrer IT-Infrastruktur auf Basis von Microsoft-Produkten zu unterstützen. Microsoft Services beschäftigt über 9720 Mitarbeiter in 88 Ländern und 7 regionalen Service Centern.

### Microsoft Consulting Services
Die Microsoft Consulting Services beschäftigen sich schwerpunktmäßig mit:
- Enterprise Architektur und Strategieberatung

Angebot auf Geschäftsleitungsebene, das von einem Enterprise Architekten begleitet wird. Ziel ist das Potential der im Unternehmen bestehenden oder geplanten Microsoft Technologieplattform mit den Zielen und Strategien des Unternehmens in Einklang zu bringen. Zudem wird Unterstützung für eine Fortschreibung oder Neubewertung einer IT-Architektur gegeben.
- Consulting Services und Solutions

Projektspezifische Beratung durch individuelle und standardisierte Angebote aus den Bereichen Kerninfrastruktur, Produktivitätsinfrastruktur und Applikationsinfrastruktur

### Microsoft Premier Support Services
Seit 1994 bietet Microsoft auch in Deutschland die Premier Support Services an. Inhaltlicher Fokus liegt auf der Unterstützung geschäftskritischer IT-Systeme bei Kunden und Partnern.
Premier Support besteht dabei aus den Bereichen:
- Reaktiver 24/7-Support

Vor-Ort- und Remote-Unterstützung, Eskalationsmanagement durch einen dedizierten Technical Account Manager.
- Proaktive Unterstützung

Problemvermeidung durch standardisierte Risk Assessments und Health Checks, Konzeptreviews und Beratungsleistungen.
- Know-How-Transfer

Schulungen und Workshops für IT-Mitarbeiter und Softwareentwickler